# 戈特弗里德·班德豪尔
克里斯蒂安·戈特弗里德·海因里希·班德豪尔（德語：Christian Gottfried Heinrich Bandhauer，1790年3月22日—1837年3月22日），德国建筑师。

## 傑作

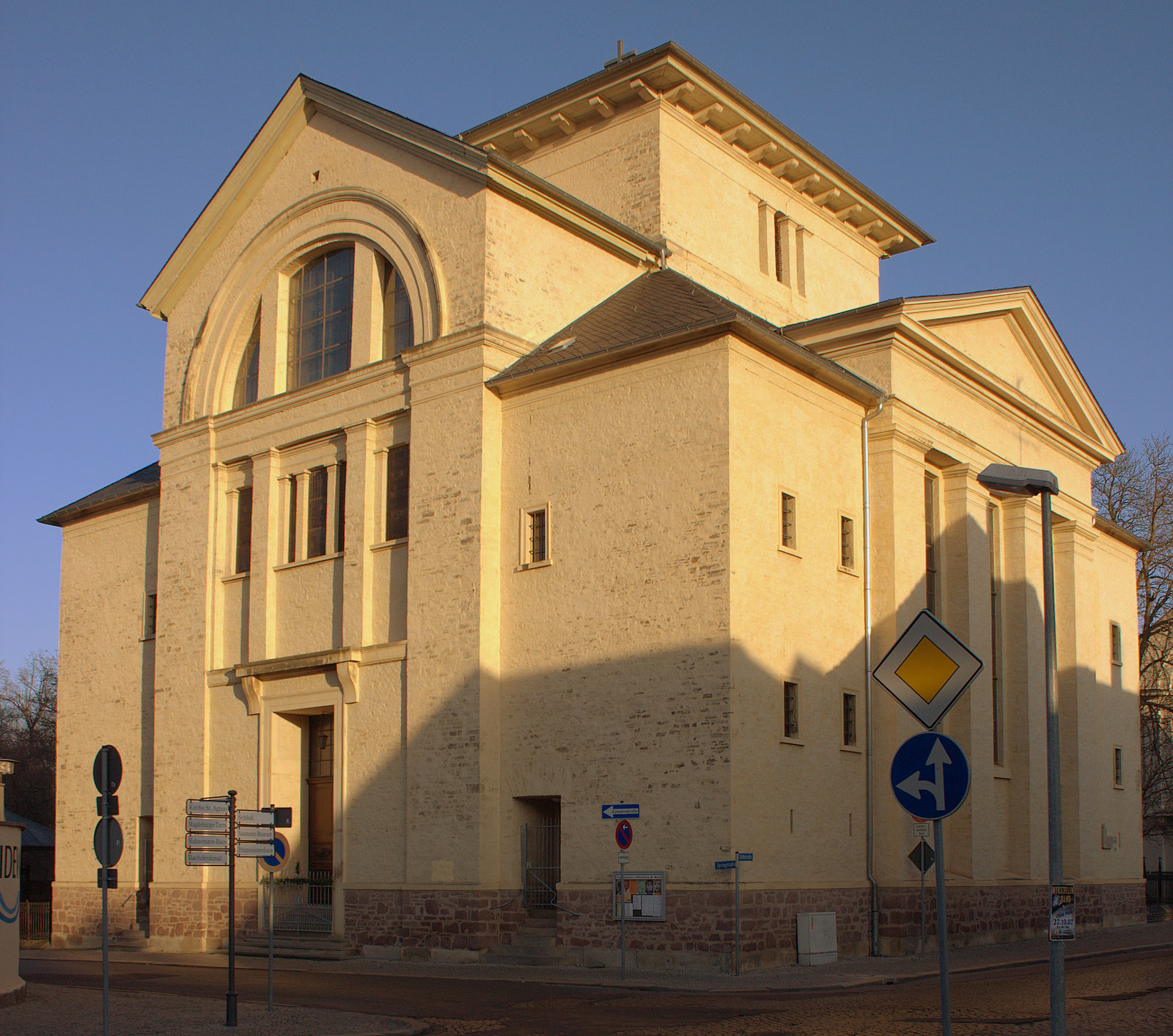

- 克滕宮
- 聖母升天主教座堂（德语：St. Mariä Himmelfahrt (Köthen)）

## 外部連結
- 戈特弗里德·班德豪尔（德国国家图书馆目录相关文献）